# Taça de Portugal de 1987–88
A Taça de Portugal de 1987–88 foi a 48ª edição da Taça de Portugal. O FC Porto venceu esta edição derrotando o Vitória de Guimarães por 1 a 0 na final.

## 1.ª Eliminatória
| Visitado                        | Resultado | Visitante                       |
| ------------------------------- | --------- | ------------------------------- |
| Os Gavionenses (III)            | 0-3       | Mealhada (III)                  |
| Oliveirinha (III)               | 2-1       | Carvalhais (D)                  |
| Oliveira do Douro (III)         | 2-0       | Valpaços (III)                  |
| Limianos (III)                  | 0-1       | Cinfães (III)                   |
| Os Vilanovenses (III)           | 0-0 a.p.  | União Belmonte (III)            |
| USC Paredes (III)               | 4-0       | "Os Ceramistas" (D)             |
| Paivense (D)                    | 3-2 a.p.  | Infesta (III)                   |
| Olivais e Moscavide (III)       | 4-0       | Castromarinense (D)             |
| Naval 1.º de Maio (III)         | 4-0       | Leiria e Marrazes (III)         |
| Lousanense (III)                | 6-1       | ARCUDA (D)                      |
| Aliados de Lordelo (D)          | 0-2       | Maia (III)                      |
| Leões de Tavira (III)           | 2-0       | SC Barreiro (D)                 |
| Lusitano VRSA (III)             | 2-2       | Lusitano de Évora (III)         |
| Monção (III)                    | 1-0       | AR São Martinho (III)           |
| Moura (III)                     | 6-0       | Sporting de Cuba (D)            |
| Monfortense (D)                 | 2-4       | Sintrense (III)                 |
| Fátima (III)                    | 7-1       | Atalaia do Campo (D)            |
| Penalva do Castelo (D)          | 4-1       | Ferrel (III)                    |
| Serpa (III)                     | 2-0       | Torralta (III)                  |
| Seia (III)                      | 6-1       | Sporting de Vilar Formoso (III) |
| Santa Maria (III)               | 2-0       | Âncora Praia (D)                |
| Sourense (III)                  | 3-0       | Febres (D)                      |
| AD São Romão (D)                | 2-1       | Eléctrico (III)                 |
| Torres Novas (D)                | 2-0       | Bombarralense (III)             |
| Torre de Moncorvo (D)           | 0-1       | Pedrouços (III)                 |
| Sanguedo (D)                    | 3-1       | Vilanovense (D)                 |
| Ribeirão (III)                  | 2-2 a.p.  | Cesarense (III)                 |
| Pinhalnovense (III)             | 3-0       | Casa Pia (D)                    |
| Piense (III)                    | 0-1       | Santa Iria (III)                |
| Pinhelenses (D)                 | 2-1       | Nisa e Benfica (III)            |
| Ponte da Barca (III)            | 2-1       | Lousada (III)                   |
| Régua (III)                     | 3-1 a.p.  | Mirandês (III)                  |
| Quimigal do Barreiro (III)      | 4-0       | Praiense (III)                  |
| Sporting de Lamego (III)        | 2-0       | AD Oliveirense (III)            |
| Joane (III)                     | 1-1 a.p.  | Caçadores das Taipas (D)        |
| Alcanenense (III)               | 3-1       | Beneditense (III)               |
| Alba (III)                      | 2-0       | Alcains (III)                   |
| Almada (D)                      | 4-0       | União de Montemor-o-Novo (III)  |
| Amarante (III)                  | 0-4       | Leça (III)                      |
| Anadia FC (III)                 | 2-0       | São Roque (D)                   |
| Amares (III)                    | 1-2       | São Pedro da Cova (D)           |
| Viseu e Benfica (III)           | 3-1       | Guiense (III)                   |
| Vieirense (III)                 | 1-5       | Luso (III)                      |
| Atlético de Valdevez (III)      | 1-3       | Vinhais (III)                   |
| GD Usseira (III)                | 3-2       | Tabuense (III)                  |
| Valonguense (III)               | 2-0       | Merelinense (III)               |
| Vasco da Gama de Sines (III)    | 1-3       | Seixal (III)                    |
| Vieira (III)                    | 0-1       | Os Dragões Sandinenses (III)    |
| Vialonga (III)                  | 2-1       | Beira-Mar de Monte Gordo (D)    |
| Argus (D)                       | 2-0       | Cariense (III)                  |
| Atlético de Reguengos (III)     | 0-1       | Atlético do Cacém (III)         |
| Fronteirense (III)              | 0-4       | Palmelense (III)                |
| SC Ferreirense (D)              | 1-2       | Imortal (III)                   |
| AD Fundão (III)                 | 2-1       | NEGE (D)                        |
| Futebol Benfica (III)           | 3-0       | ACD São Vicente (D)             |
| AD Grijó (III)                  | 3-0       | Mirandela (III)                 |
| O Grandolense (D)               | 3-2       | Operário de Lisboa (D)          |
| Estrela de Vendas Novas (III)   | 1-0       | Borbense (D)                    |
| Esposende (III)                 | 1-0       | Ovarense (III)                  |
| Benfica Águia (D)               | 1-0       | Atlético da Malveira (III)      |
| Bencatelense (D)                | 0-1 a.p.  | Vitória de Lisboa (III)         |
| Benfica de Castelo Branco (III) | 4-2 a.p.  | Gouveia (III)                   |
| Juventude Campinense (III)      | 4-3       | Sesimbra (III)                  |
| Delães (III)                    | 5-1       | Celoricense (D)                 |
| Courense (D)                    | 1-2       | Murça (III)                     |
| Campomaiorense (III)            | 4-0       | SL Cartaxo (III)                |
| Tondela (III)                   | 1-0 a.p.  | AD Poiares (III)                |
| Urra (D)                        | 0-4       | União de Tomar (D)              |

### Desempates
| Visitado                 | Resultado | Visitante             |
| ------------------------ | --------- | --------------------- |
| Caçadores das Taipas (D) | 2-5       | Joane (III)           |
| Lusitano de Évora (III)  | 5-1       | Lusitano VRSA (III)   |
| Cesarense (III)          | 1-0       | Ribeirão (III)        |
| UD Belmonte (III)        | 0-1       | Os Vilanovenses (III) |

## 2.ª Eliminatória
| Visitado                         | Resultado | Visitante                       |
| -------------------------------- | --------- | ------------------------------- |
| Sanguedo (D)                     | 1-1 a.p.  | Maia (III)                      |
| Régua (III)                      | 0-1       | Ponte da Barca (III)            |
| Santacombadense (III)            | 2-1       | Alba (III)                      |
| Santa Maria (III)                | 0-1 a.p.  | USC Paredes (III)               |
| Seia (III)                       | 3-1       | Benfica de Castelo Branco (III) |
| Portalegrense (III)              | 1-0       | Naval 1.º de Maio (III)         |
| Pedrouços (III)                  | 4-1       | Cesarense (III)                 |
| UD Oliveirense (III)             | 1-0       | FC Vinhais (III)                |
| Palmelense (III)                 | 2-1       | O Grandolense (D)               |
| Fátima (III)                     | 2-1       | Sertanense (D)                  |
| Juventude de Pedras Salgadas (D) | 1-1 a.p.  | Candal (D)                      |
| Seixal (III)                     | 0-1       | Quarteirense (III)              |
| Serpa (III)                      | 2-1       | Marinhais (III)                 |
| GD Usseira (III)                 | 1-2 a.p.  | Alcanenense (III)               |
| Valonguense (III)                | 2-1       | Oliveira do Douro (III)         |
| Vila Real (III)                  | 2-0       | AD Grijó (III)                  |
| Vitória de Lisboa (III)          | 2-0       | Benfica Águia (D)               |
| União de Montemor-o-Novo (III)   | 4-0       | Pinhalnovense (III)             |
| Sintrense (III)                  | 3-1       | Flamengos (D)                   |
| Fanhões (D)                      | 2-1       | Aljustrelense (III)             |
| AD São Romão (D)                 | 0-1       | Anadia FC (III)                 |
| Sourense (III)                   | 0-2       | Os Vilanovenses (III)           |
| São Pedro da Cova (D)            | 1-2       | Joane (III)                     |
| Odivelas (III)                   | 2-0       | Olivais e Moscavide (III)       |
| Moura (III)                      | 2-0       | Imortal (III)                   |
| Campomaiorense (III)             | 1-2       | SL Olivais (III)                |
| Cinfães (III)                    | 3-2 a.p.  | Valenciano (III)                |
| Esmoriz (III)                    | 0-3       | Os Dragões Sandinenses (III)    |
| Esposende (III)                  | 2-1       | Delães (III)                    |
| Juventude Campinense (III)       | 0-1 a.p.  | Quimigal do Barreiro (III)      |
| Atlético do Cacém (III)          | 3-1       | Leões de Tavira (III)           |
| Alverca (III)                    | 3-0       | Estrela de Vendas Novas (III)   |
| Amarante (III)                   | 4-0       | Paivense (D)                    |
| Argus (D)                        | 2-0       | Pinhelenses (D)                 |
| Futebol Benfica (III)            | 1-0 a.p.  | Santa Iria (III)                |
| AD Fundão (III)                  | 2-1       | Penalva do Castelo (D)          |
| Mealhada (III)                   | 1-1 a.p.  | Oliveirinha (III)               |
| Mirandense (III)                 | 3-1       | Viseu e Benfica (III)           |
| Mogadourense (D)                 | 1-1 a.p.  | Murça (III)                     |
| Luso (III)                       | 3-3 a.p.  | Torres Novas (D)                |
| Lusitano de Évora (III)          | 1-0 a.p.  | Vialonga (III)                  |
| Juventude de Évora (III)         | 4-0       | Alvorense (III)                 |
| Leça (III)                       | 3-1       | Monção (III)                    |
| Sporting de Lamego (III)         | 2-0       | Neves (III)                     |
| Lousanense (III)                 | 3-1       | Ginásio de Alcobaça (III)       |
| Oliveira do Hospital (III)       | 1-0       | Tondela (III)                   |
| Os Nazarenos (III)               | 1-1 a.p.  | Pessegueirense (III)            |
| SL Marinha (D)                   | 0-1       | União de Tomar (D)              |

### Desempates
| Visitado             | Resultado | Visitante                        |
| -------------------- | --------- | -------------------------------- |
| Oliveirinha (III)    | 4-1       | Mealhada (III)                   |
| Torres Novas (D)     | 0-1       | Luso (III)                       |
| Murça (III)          | 6-0       | Mogadourense (D)                 |
| Maia (III)           | 5-0       | Sanguedo (D)                     |
| Candal (D)           | 3-0       | Juventude de Pedras Salgadas (D) |
| Pessegueirense (III) | 3-0       | Os Nazarenos (III)               |

## 3.ª Eliminatória
| Visitado                   | Resultado | Visitante                      |
| -------------------------- | --------- | ------------------------------ |
| Moura (III)                | 0-2       | FC Porto (I)                   |
| Olhanense (II)             | 5-1       | Académica de Coimbra (I)       |
| Quarteirense (III)         | 1-3 a.p.  | Marítimo (I)                   |
| Esperança de Lagos (II)    | 3-0       | Trofense (II)                  |
| Vitória de Guimarães (I)   | 7-0       | Murça (III)                    |
| Lixa (II)                  | 1-0 a.p.  | Pescadores (II)                |
| Samora Correia (II)        | 0-2       | O Elvas (I)                    |
| Salgueiros (I)             | 4-0       | Leça (III)                     |
| União de Santiago (II)     | 1-0       | União da Madeira (II)          |
| Caldas (II)                | 1-0       | Pessegueirense (III)           |
| Sporting de Espinho (I)    | 2-0       | União de Almeirim (II)         |
| Sacavenense (II)           | 2-1       | Estarreja (II)                 |
| USC Paredes (III)          | 2-1       | Lusitânia (II)                 |
| Palmelense (III)           | 0-1       | Penafiel (I)                   |
| Paços de Ferreira (II)     | 1-4       | Benfica (I)                    |
| Farense (I)                | 1-0       | Sporting (I)                   |
| Fátima (III)               | 1-1 a.p.  | Amarante (III)                 |
| Peniche (II)               | 2-3       | Pedrouços (III)                |
| Ponte da Barca (III)       | 6-1       | Mirandense (III)               |
| Sporting de Braga (I)      | 3-0       | Moreirense (II)                |
| União de Leiria (II)       | 5-1       | Argus (D)                      |
| União de Lamas (II)        | 3-1       | Oliveira do Bairro (II)        |
| Vianense (II)              | 3-1       | Serpa (III)                    |
| Vila Real (III)            | 2-1       | Vilafranquense (II)            |
| Vitória de Lisboa (III)    | 0-3       | Vitória de Setúbal (I)         |
| União de Coimbra (II)      | 0-3       | Desportivo das Aves (II)       |
| Tirsense (II)              | 0-2       | Portimonense (I)               |
| Fanhões (D)                | 1-1 a.p.  | Rio Ave (I)                    |
| SL Olivais (III)           | 1-0       | Freamunde (II)                 |
| Oriental de Lisboa (II)    | 3-0       | Feirense (II)                  |
| Sporting da Covilhã (I)    | 3-1       | Torreense (II)                 |
| Silves (II)                | 1-0 a.p.  | Varzim (I)                     |
| Oliveirinha (III)          | 2-1       | Portalegrense (III)            |
| Esposende (III)            | 2-0       | Sporting de Lamego (III)       |
| Ermesinde (II)             | 2-1       | Cinfães (III)                  |
| Estrela de Portalegre (II) | 6-0       | Atlético do Cacém (III)        |
| Fafe (II)                  | 6-2       | União de Santarém (II)         |
| AD Fundão (III)            | 0-1 a.p.  | Os Vilanovenses (III)          |
| Felgueiras (II)            | 1-0       | Belenenses (I)                 |
| Cova da Piedade (II)       | 0-3       | Estoril-Praia (II)             |
| Candal (D)                 | 0-2       | Estrela da Amadora (II)        |
| Recreio de Águeda (II)     | 0-0 a.p.  | Mangualde (II)                 |
| Académico de Viseu (II)    | 2-2 a.p.  | Atlético CP (II)               |
| Alcanenense (III)          | 0-1       | Mirense (II)                   |
| Alverca (III)              | 1-1 a.p.  | Valonguense (III)              |
| Bragança (II)              | 1-0       | Desportivo de Chaves (I)       |
| Anadia FC (III)            | 2-1       | Famalicão (II)                 |
| Futebol Benfica (III)      | 1-0 a.p.  | Guarda (II)                    |
| Gil Vicente (II)           | 2-0       | Barreirense (II)               |
| Marinhense (II)            | 3-0       | Santacombadense (III)          |
| Marco (II)                 | 3-0       | União de Montemor-o-Novo (III) |
| Montijo (II)               | 1-2       | Seia (III)                     |
| Nacional (II)              | 0-1       | Boavista (I)                   |
| UD Oliveirense (III)       | 0-2       | Louletano (II)                 |
| Odivelas (III)             | 0-0 a.p.  | Macedo de Cavaleiros (II)      |
| Maia (III)                 | 2-1       | Quimigal do Barreiro (III)     |
| Luso (III)                 | 0-0 a.p.  | Oliveira do Hospital (III)     |
| Juventude de Évora (III)   | 2-0       | Santa Clara (II)               |
| Joane (III)                | 0-1       | Beira-Mar (II)                 |
| Leixões (II)               | 2-1       | Amora (II)                     |
| Lusitânia de Lourosa (II)  | 2-1 a.p.  | Os Dragões Sandinenses (III)   |
| Lusitano de Évora (III)    | 2-1 a.p.  | Vizela (II)                    |
| Lousanense (III)           | 4-1       | Sintrense (III)                |
| União de Tomar (D)         | 3-2       | Os Marialvas (II)              |

### Desempates
| Visitado                   | Resultado | Visitante               |
| -------------------------- | --------- | ----------------------- |
| Amarante (III)             | 1-0       | Fátima (III)            |
| Valonguense (III)          | 2-0       | Alverca (III)           |
| Macedo de Cavaleiros (II)  | 6-0       | Odivelas (III)          |
| Oliveira do Hospital (III) | 2-0       | Luso (III)              |
| Rio Ave (I)                | 1-0       | Fanhões (D)             |
| Atlético CP (II)           | 3-2 a.p.  | Académico de Viseu (II) |
| Mangualde (II)             | 2-0       | Recreio de Águeda (II)  |

## 4.ª Eliminatória
| Visitado                   | Resultado | Visitante                 |
| -------------------------- | --------- | ------------------------- |
| Sacavenense (II)           | 1-2       | Fafe (II)                 |
| Beira-Mar (II)             | 1-0 a.p.  | Juventude de Évora (III)  |
| Caldas (II)                | 1-1 a.p.  | Lixa (II)                 |
| Rio Ave (I)                | 7-1       | Silves (II)               |
| Pedrouços (III)            | 0-0 a.p.  | União de Santiago (II)    |
| USC Paredes (III)          | 0-1       | Vitória de Setúbal (I)    |
| Portimonense (I)           | 2-1       | Esposende (III)           |
| Sporting de Braga (I)      | 5-2       | Vila Real (III)           |
| Valonguense (III)          | 1-0       | Ponte da Barca (III)      |
| Vianense (II)              | 0-2       | Gil Vicente (II)          |
| União de Tomar (D)         | 1-2       | Salgueiros (I)            |
| União de Leiria (II)       | 3-2       | Farense (I)               |
| Sporting da Covilhã (I)    | 1-1 a.p.  | Lousanense (III)          |
| União de Lamas (II)        | 5-0       | Anadia FC (III)           |
| Oliveira do Hospital (III) | 1-1 a.p.  | Louletano (II)            |
| O Elvas (I)                | 2-0       | Lusitânia de Lourosa (II) |
| Estrela de Portalegre (II) | 1-0       | Maia (III)                |
| FC Porto (I)               | 0-0 a.p.  | Estoril-Praia (II)        |
| Esperança de Lagos (II)    | 5-0       | Seia (III)                |
| Desportivo das Aves (II)   | 0-2       | Benfica (I)               |
| Boavista (I)               | 1-0 a.p.  | Estrela da Amadora (II)   |
| Bragança (II)              | 0-0 a.p.  | Penafiel (I)              |
| Felgueiras (II)            | 0-1       | Vitória de Guimarães (I)  |
| Leixões (II)               | 4-0       | Os Vilanovenses (III)     |
| Marítimo (I)               | 2-1       | Amarante (III)            |
| Mirense (II)               | 1-4       | Sporting de Espinho (I)   |
| Marinhense (II)            | 2-0       | Marco (II)                |
| Mangualde (II)             | 1-2       | Ermesinde (II)            |
| Lusitano de Évora (III)    | 2-0       | SL Olivais (III)          |
| Macedo de Cavaleiros (II)  | 1-2 a.p.  | Oliveirinha (III)         |
| Atlético CP (II)           | 2-1       | Futebol Benfica (III)     |

### Desempates
| Visitado               | Resultado | Visitante                  |
| ---------------------- | --------- | -------------------------- |
| Lousanense (III)       | 0-2       | Sporting da Covilhã (I)    |
| União de Santiago (II) | 8-1       | Pedrouços (III)            |
| Louletano (II)         | 1-0       | Oliveira do Hospital (III) |
| Lixa (II)              | 2-1       | Caldas (II)                |
| Penafiel (I)           | 2-0       | Bragança (II)              |
| Estoril-Praia (II)     | 1-2       | FC Porto (I)               |

## 5.ª Eliminatória
| Visitado                | Resultado | Visitante                  |
| ----------------------- | --------- | -------------------------- |
| Salgueiros (I)          | 3-0       | Atlético CP (II)           |
| Rio Ave (I)             | 4-2 a.p.  | Louletano (II)             |
| Oriental de Lisboa (II) | 1-2       | Sporting de Espinho (I)    |
| Sporting da Covilhã (I) | 1-1 a.p.  | Portimonense (I)           |
| União de Lamas (II)     | 2-1       | Lusitano de Évora (III)    |
| Valonguense (III)       | 1-3       | Penafiel (I)               |
| União de Leiria (II)    | 5-1       | Esperança de Lagos (II)    |
| Oliveirinha (III)       | 0-4       | Sporting de Braga (I)      |
| Marítimo (I)            | 3-2       | O Elvas (I)                |
| Ermesinde (II)          | 0-0 a.p.  | Vitória de Guimarães (I)   |
| Boavista (I)            | 3-2       | Vitória de Setúbal (I)     |
| Fafe (II)               | 2-1       | Beira-Mar (II)             |
| FC Porto (I)            | 4-0       | Marinhense (II)            |
| Lixa (II)               | 2-6       | Leixões (II)               |
| Gil Vicente (II)        | 4-2 a.p.  | União de Santiago (II)     |
| Benfica (I)             | 1-0 a.p.  | Estrela de Portalegre (II) |

### Desempates
| Visitado                 | Resultado | Visitante               |
| ------------------------ | --------- | ----------------------- |
| Portimonense (I)         | 2-1       | Sporting da Covilhã (I) |
| Vitória de Guimarães (I) | 3-1       | Ermesinde (II)          |

## Oitavos-de-final
| Visitado         | Resultado | Visitante                |
| ---------------- | --------- | ------------------------ |
| Boavista (I)     | 3–2       | União de Leiria (II)     |
| Fafe (II)        | 2–1       | Sporting de Braga (I)    |
| Penafiel (I)     | 3–1       | Leixões (II)             |
| Gil Vicente (II) | 2–1       | Rio Ave (I)              |
| Marítimo (I)     | 2–5       | Vitória de Guimarães (I) |
| FC Porto (I)     | 3–1       | Sporting de Espinho (I)  |
| Salgueiros (I)   | 1–1 a.p.  | Benfica (I)              |
| Portimonense (I) | 3–0       | União de Lamas (II)      |

### Desempates
| Visitado    | Resultado | Visitante      |
| ----------- | --------- | -------------- |
| Benfica (I) | 4–1       | Salgueiros (I) |

## Quartos-de-final
| Visitado                 | Resultado | Visitante        |
| ------------------------ | --------- | ---------------- |
| Vitória de Guimarães (I) | 1–1 a.p.  | Gil Vicente (II) |
| Benfica (I)              | 1–0       | Fafe (II)        |
| FC Porto (I)             | 2–2 a.p.  | Boavista (I)     |
| Portimonense (I)         | 4–1       | Penafiel (I)     |

### Desempates
| Visitado         | Resultado      | Visitante                |
| ---------------- | -------------- | ------------------------ |
| Gil Vicente (II) | 0–2            | Vitória de Guimarães (I) |
| Boavista (I)     | 0–0 (4–5 g.p.) | FC Porto (I)             |

## Meias-finais
| Visitado         | Resultado | Visitante                |
| ---------------- | --------- | ------------------------ |
| FC Porto (I)     | 1–0       | Benfica (I)              |
| Portimonense (I) | 1–2 a.p.  | Vitória de Guimarães (I) |

## Final
| 19 de junho de 1988 | FC Porto            | 1 – 0 | Vitória de Guimarães | Estádio Nacional, Jamor        |
|                     | Jaime Magalhães 82' |       |                      | Árbitro: Vítor Correia, Lisboa |

| Vencedor da Taça 1987/1988 |
| -------------------------- |
| FC Porto 6.° Título        |